# Hoven genannt Pampus

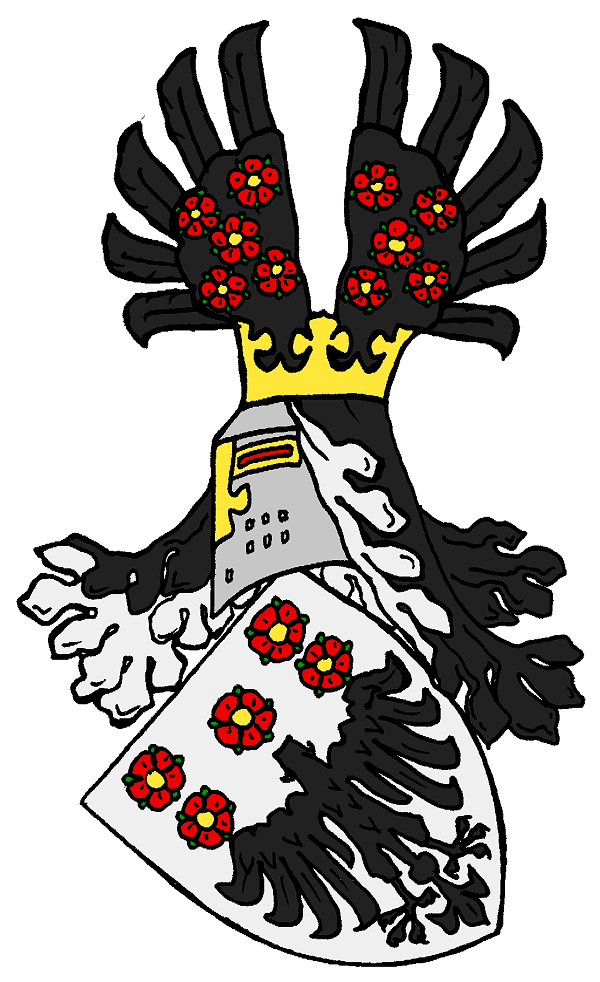
Wappen derer von Hoven genannt Pampus

Das Adelsgeschlecht Pampus (auch: von der Huben genannt Pampus oder von der Hoven genannt Pampus) ist der Name eines rheinischen Adelsgeschlechts. Er beruht auf der Heirat von Heinrich Pampus mit Grete von der Hoven um 1430. Die Familie Pampus stammte aus Soest. Sie wird in einer Soester Urkunde von 1232 mit dem Edelfreien Ritter Heinrico Pampis als Burgmann der Grafen von Ziegenhain erwähnt. Die Familie von der Hoven stammte vermutlich von Burg Hof bei Windeck-Rosbach. Das Verbreitungsgebiet der Familie von der Hoven genannt Pampus lag im Mittelalter im südlichen Bergischen Land und im nördlichen Westerwald. Die Spurkenbacher Familie mit Zweigen in Essen und Rösrath-Hellenthal gehörte zum Landadel, ebenso die Uckerather Familie. Diese hatte Zweige zu Much-Scheid, Hennef-Ravenstein, Hofacker und Büttgen. Die Familie in Rheinbrohl mit Zweigen in Plag Verbandsgemeinde Asbach, Düsternau an der Wied, Sinzig und Westerburg gehörte ebenfalls zum Landadel, in Sinzig zum Stadtadel. Der Zweig in Westerburg wurde bürgerlich.
Daneben gab es Familien in Wenden, deren Angehörige meist Beamte wurden, in Waldbröl und in Rosbach.

## Geschichte

### Ursprung
Das Geschlecht Pampus (Pampys) stammt möglicherweise aus Nordholland. Angehörige werden für den Zeitraum von 1215 bis 1240 mehrfach in Soester Urkunden erwähnt. Der Edelfreie Ritter Heinrico Pampis wird als Burgmann der Grafen von Ziegenhain in einer Soester Urkunde von 1232 genannt.

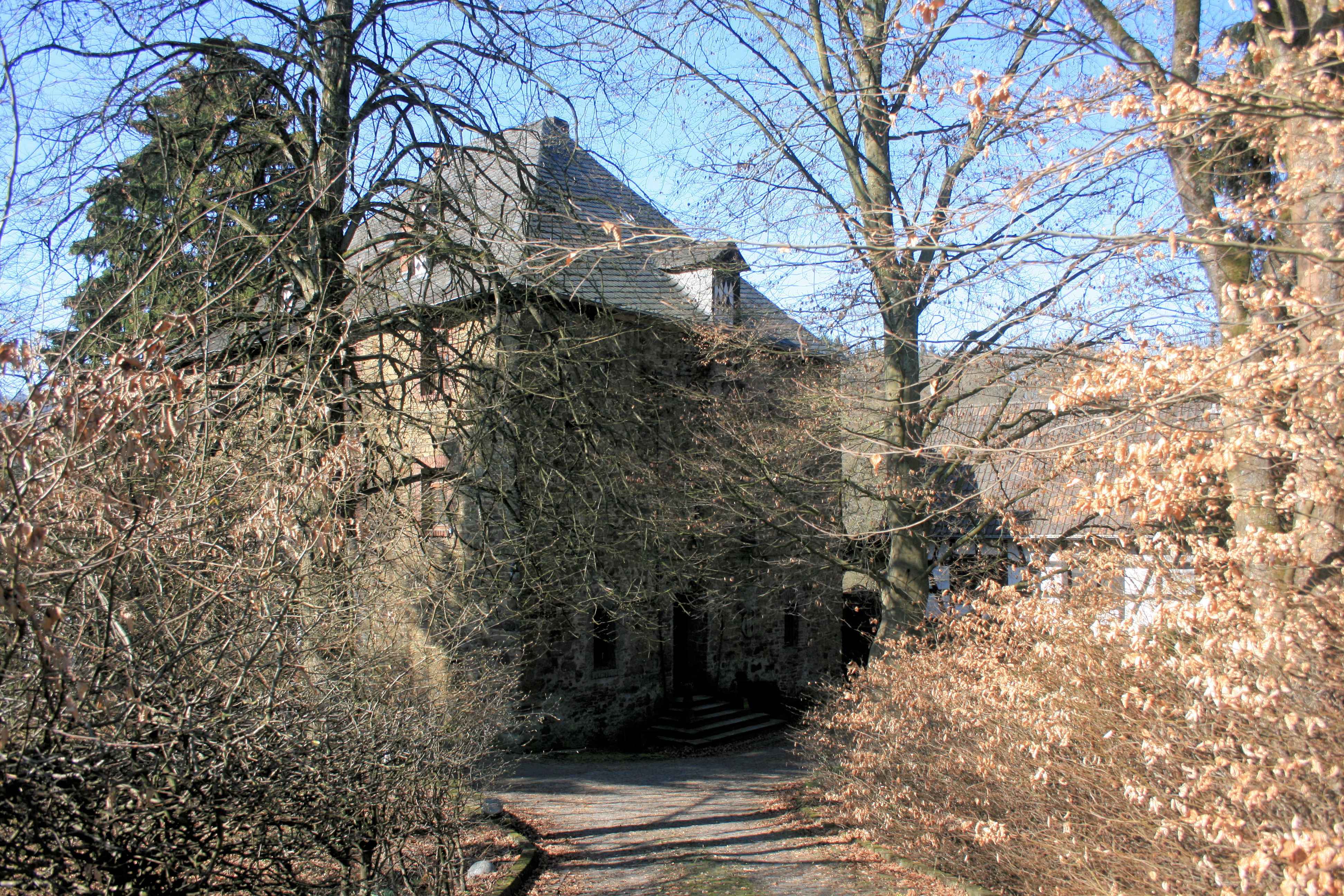
Burghaus Hof, Stammsitz derer von der Hoven genannt Pampus in Rosbach

Der aus Soest stammende ritterbürtige Heinrich Pampus (von Soenchenrode) (* ca. 1408 in Soest; † 1467 in Schönstein) heiratete um 1429 in Schönstein Grete von der Hoven (* ca. 1413 in Rosbach an der Sieg). Durch die Heirat mit Grete von der Hoven nimmt Heinrich Pampus den Namen von der Hoven an. Der Stammsitz der vom Howe oder auch von der Hoven ist das Sattelgut „Burghaus Hof“ in Rosbach an der Sieg. Gretes Vater war der ritterbürtige Sebracht von der Hoven (* ca. 1363 in Rosbach). Er wird in Urkunden auch Sebracht vome Hobe genannt und stand ab März 1388 gemeinsam mit den Gebrüdern Symon, Wilhelm und Tylmann von Isengarten als Helfer des Ritters Godart von Drachenfels mit der Stadt Aachen in Fehde. Er hatte außer der Tochter Grete noch einen älteren, um 1400 geborenen Sohn Reinhard. Sebrachts Vorfahr war Sybertus vame Hoove aus Rosbach, erstmals erwähnt 1324. Damals wurde Sybertus vame Hoove durch den Erzbischof von Köln mit dem Burglehen zu Schönstein an der Sieg belehnt.

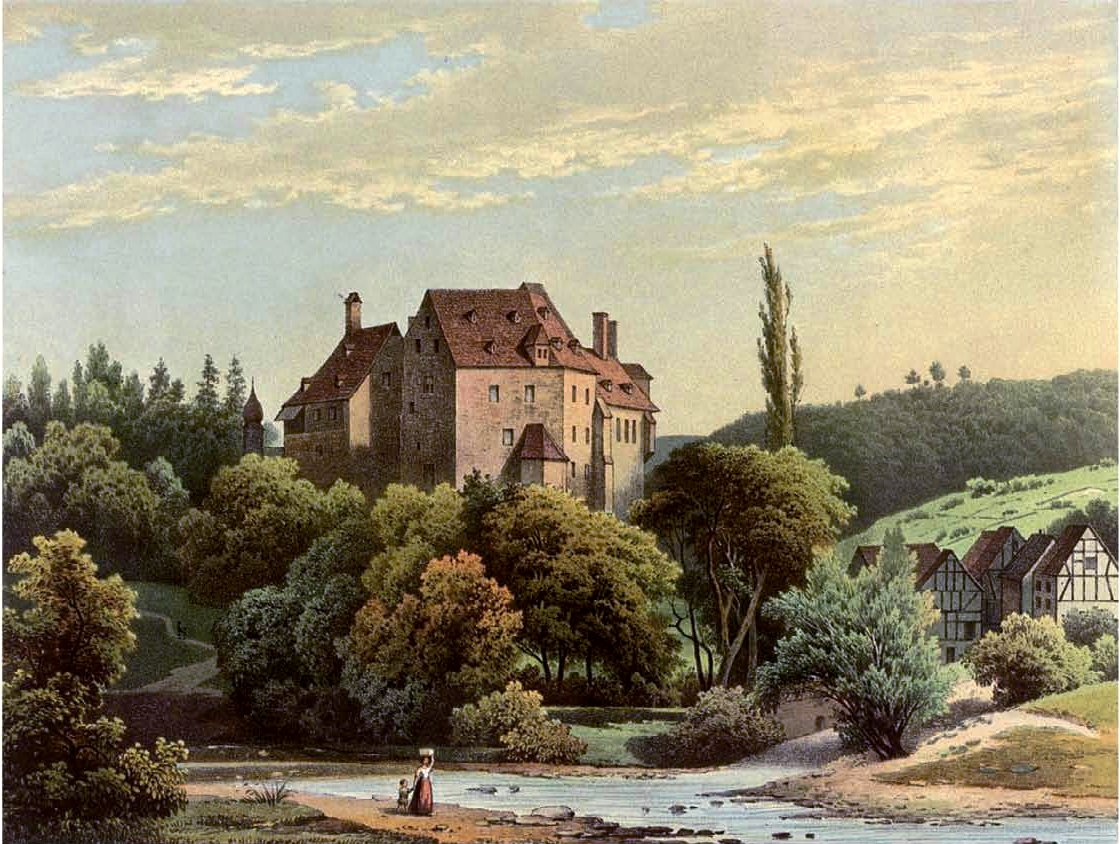
Schloss Schönstein, bei dem die von der Hoven bereits 1324, die Pampus seit 1437 ein Burglehen besaßen

Zu Ende des Jahres 1307 hatte Heinrich von Wildenburg seine Burg dem Grafen von Sayn zu Lehen übertragen. Zeuge dieses Vorganges waren unter anderen ein Friedrich von der Höuen. Eine weitere Erwähnung derer von der Hoven ist ein Eintrag im Mannlehnbuch der Grafschaft Sayn, mit dem Text: Item Herr Friedrich von der Houen, Ritter, hat alle seine Güter, gelegen in der Herrschaft von Freusburg, zu Burglehen getragen von der Grafschaft zu Sayn.
Heinrich von der Hoven genannt Pampus (1408–1467) wird 1431 als Schultheiß zu Schönstein und Wissen erwähnt und erhält am 14. November 1437 als Burglehen Haus und Hofstatt zu Schönstein, im Graben zwischen der Sieg und dem Schloss gelegen. Außerdem wird er mit dem Hof zu Krombach im Kirchspiel Wissen belehnt. Er scheint auch in bergischen Diensten gestanden und auf seinem Stammsitz, der Burg zum Hove, gewohnt zu haben. Heinrich und Grete erhalten 1430 von Reinhard Pampus und Ehefrau Agnes deren Hof zum Berg bei Holpe im Kirchspiel Wissen und zwar bis zur Erstattung der ihnen von Heinrich geliehenen 50 oberländischen Goldflorin. Das Burglehen empfing Heinrich van der Hoeuen gnt. Pampus von Erzbischof Dietrich von Köln.
Bis 1560 bekleidete die Familie Pampus die Amtmannstelle in Windeck und Homburg, sie hatte von 1437 bis 1448 das kurkölnische Burglehen Schönstein-Graben bei Wissen, das Sattelgut Spurkenbach und war verschwägert mit den Grafen von Sayn und den Grafen von Nesselrode. Diese unterschiedlichen Interessenlagen führten schließlich zum Niedergang der Familie.

## Spurkenbacher Linie
Die von dort stammende Essener Linie war im 17. Jahrhundert noch als Ratsmitglied oder Hofmeister genannt, verschwand aber bald darauf.

## Uckerather Linie
Die Uckerather Familie war verschwägert mit den wohlhabenden Familien Brambach zu Thurn bei Köln und Sturm von Blankenberg. Durch Erfolge im Dreißigjährigen Krieg konnten schließlich der Rittersitz Scheid und der landtagsfähige Rittersitz Ravenstein bei Uckerath erworben werden. Durch finanzielle Engpässe musste Ravenstein bald wieder aufgegeben werden, die Familie heiratete dann oft in Beamtenfamilien ein und wurde bürgerlich. Der Zweig in Büttgen bei Neuss betätigte sich als Juristen und wurde 1816 und 1829 im Adelsstand bestätigt.

## Rheinbrohler Linie
Die Familie in Rheinbrohl stellte dort im 16. Jahrhundert die Vögte der Grafen von Sayn. Durch Einheirat wurden ein wohlhabender Hof in Swisttal-Morenhoven und der Adelssitz Plag (heute Vogtslag) bei Asbach (Westerwald) erworben. Da die Pampus sich an der seit 1561 von den Grafen von Sayn mitgetragenen Reformation beteiligten, verloren sie durch die Rekatholisierung Rheinbrohls Anfang des 17. Jahrhunderts an Einfluss. Im Dreißigjährigen Krieg konnten sie den Rittersitz Düsternau an der Wied und das Lehen Eschenau bei Runkel an der Lahn erwerben und sich an die Familien der Grafen von Isenburg und der Grafen von Wied anbanden. Düsternau blieb lange in Familienbesitz. Ebenso das Amt der Äbtissinnen von Kloster Merten (über hundert Jahre) und Kloster Maria Engelport im Hunsrück (über achtzig Jahre). Dies beruhte auf dem Einfluss der Familien Krafft und Schönebeck auf Düsternau, die kurpfälzische Räte waren. Der Sinziger Zweig hatte persönliche Beziehungen zur Witwe des Pfalzgrafen, blieb aber ohne Einfluss.

## Wendener Zweig
Der Wendener Zweig waren zunächst als Richter zu Drolshagen, Rentmeister und Schultheiß zu Wenden genannt.
Die Familie heiratete dann um 1585 in die Familie Strauch, deren Familienoberhaupt Martin Strauch damals als reichster Mann des Siegerlandes galt, ein, wurde bürgerlich und übernahm dort das Amt des Gerichtsschöffen.

## Rosbacher Zweig
Begründer ist Bertram vom Hofe, Rentmeister und Richter des Amtes Windeck. Er stirbt 1517/1518. Nachfolger im Amt wurde sein Neffe
Henne Pampus. Brigitte Burbach, Hamm, konnte in einer lokalen Detailstudie zeigen, dass die agnatischen Nachkommen von Bertram andere Familiennamen annahmen (Gerhards, Giertzer, Bestgen, Hoffer, Wilhelmi, Weinand/Wienand, Reinhardt, Wirths, Imhausen).

## Wappen

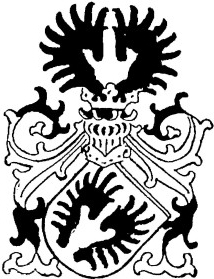
Wappen derer mit den alten von der Hoven wappengleichen und möglicherweise stammverwandten von Etzbach

Das Wappen zeigt in Silber einen kopflosen schwarzen Adler überhöht von fünf (2:1:2) roten Rosen. Auf dem Helm mit schwarz-silbernen Decken ein offener, je mit den Rosen belegter schwarzer Flug.
Ältere Siegel beweisen, dass das nicht das ursprüngliche Wappen derer von der Hoven genannt Pampus ist. Das Geschlecht der von der Hoven, aus dem die Ehefrau des Heinrich Pampus stammte, führte einen Adlerflug im Stammwappen, bzw. einen an der senkrechten Schildachse gespiegelten Adlerflügel, wie ein Siegel von der Hoven 1369 zeigt. Die Adlerflügel kommen darüber in den Wappen der regional daneben auftretenden von Etzbach, von Au, von Pracht, von Geilhausen vor, so dass der Historiker Hellmuth Gensicke davon ausgeht, dass diese Geschlechter aus der Reichsministerialität hervorgegangen und möglicherweise eines Stammes sind. Ein Siegel eines Familienmitglieds der von der Hoven genannt Pampus zeigt 1484 zusätzlich über dem Flügel eine Rose. Fraglich ist, ob dies ein später vermehrtes Beizeichen des Wappens ist, möglicherweise zur Unterscheidung vom Wappen des Mannesstammes von der Hoven, oder ob die Rose das ursprüngliche Wappenbild des Mannesstammes der Pampus war (bzw. ob es nur Zierrat und/oder eine mögliche Anspielung auf den Stammort Rosbach darstellen soll). Der ursprüngliche Adlerflügel wurde später offenbar als ein „Adler ohne Kopf“ gedeutet bzw. missverstanden, aus der Rose wurden derer fünf, teilweise in einer separierten oberen Schildhälfte stehend (2:1:2 oder auch 3:2) und noch später wurde das, wenn auch nicht tatsächlich ehrrührige, so doch fragwürdige Bild des kopflosen Adlers bei manchen Darstellungen dahin gebessert, dass dem vermeintlich „geköpften“ Vogel „wieder“ ein Kopf gegeben wurde. Darüber hinaus stehen bei manchen Darstellungen der Helmzier die fünf Rosen zwischen dem Adlerflug.